# Veronicastrum axillare
Veronicastrum axillare är en grobladsväxtart som först beskrevs av Sieb. och Zucc., och fick sitt nu gällande namn av Yamazaki. Veronicastrum axillare ingår i släktet kransveronikor, och familjen grobladsväxter. Utöver nominatformen finns också underarten V. a. simadai.